# Cortes de Montemor-o-Novo de 1477
Como refere Ruy de Pina acerca das Cortes de Montemor-o-Novo de 1477, «sendo ElRey Dom Afonso em França, o Pryncepe fez Cortes geeraaes em Montemoor o Novo, onde pera estas necessydades da guerra lhe foy pello Reyno outorgado dinheiro, pera que lançaram pedidos». 
As cortes de 1477 foram as primeiras convocadas pelo príncipe regente D. João II, tendo o claro objetivo de conseguir ainda mais dinheiro para custear as despesas contraídas na guerra com Castela. Nestas assembleias foram-lhe concedidos dois pedidos, obviamente não sem protestos populares. Estes protestos sobressaíram nos capítulos das cortes, decidindo-se com quanto cada extrato social deveria contribuir.
D. João determinou que se observasse o seguinte:
1. os privilegiados que tinham escolhido pagar, de preferência a servir na guerra, e tivessem bens de valor superior a 70 000 réis pagariam 1 500 réis;
2. aqueles cujos bens orçassem 30 000 réis pagariam 500 réis;
3. aqueles cujos bens fossem inferiores a 10 000 réis pagariam como os que pagavam peitas nos pedidos;
4. as viúvas dos que tivessem morrido na guerra com Castela, estavam isentas de qualquer pagamento;
5. aos que já tivessem pago importâncias superiores às lançadas nestas cortes seria restituído o excesso.